# دوفي جاكسون
دوفي جاكسون (بالإنجليزية: Duffy Jackson)‏ هو موسيقي أمريكي، ولد في 3 يوليو 1953.

## وصلات خارجية
- دوفي جاكسون على موقع ميوزك برينز (الإنجليزية)
- دوفي جاكسون على موقع ديسكوغز (الإنجليزية)